# Liste der denkmalgeschützten Objekte in Dolany u Klatov
Grundlage dieser Liste der denkmalgeschützten Objekte in Dolany u Klatov ist die ÚSKP-Liste (Ústřední seznam kulturních památek České republiky, deutsch Zentrale Liste der Kulturdenkmäler der Tschechischen Republik), die von der tschechischen Denkmalschutzbehörde NPÚ (Národní památkový ústav, deutsch Nationale Denkmalbehörde) seit 1987 geführt wird und an die seit dem Jahr 1850 geschaffenen Listen anschließt.

## Denkmalgeschützte Objekte nach Ortsteilen

### Dolany
| Lage                                       | Objekt                                  | Beschreibung | ÚSKP-Nr.                  | Bild                                |
| ------------------------------------------ | --------------------------------------- | --- | ------------------------- | ----------------------------------- |
| Dolany, Dorfplatz (Standort)               | Denkmal für die Gefallenen I. Weltkrieg | Denkmal für die Gefallenen des Ersten Weltkriegs aus dem Jahr 1920 des Bildhauers Vilém Glose.                                               | 44192/4-4311 Info Katalog | weitere Bilder                      |
| Dolany (Standort)                          | Statue des Hl. Johannes von Nepomuk     | Barockskulptur aus der ersten Hälfte des 18. Jahrhunderts.                                                                                   | 44194/4-4546 Info Katalog | Statue des Hl. Johannes von Nepomuk |
| Dolany (Standort)                          | Kirche der Heiligen Peter und Paul      | Spätbarocker einschiffiger Sakralbau, Spuren älterer Gebäude im Außenmauerwerk.                                                              | 18518/4-2858 Info Katalog | weitere Bilder                      |
| Dolany, Dolany 16 (Standort)               | Gehöft Nr. 16                           | Kleines Bauernhaus aus dem 19. Jahrhundert mit Fachwerk, angrenzende Ställe und Getreidespeicher, Hoftor.                                    | 18040/4-2861 Info Katalog | weitere Bilder                      |
| Dolany, ursprünglich bei Nr. 14 (Standort) | Getreidespeicher Nr. 14                 | Getreidespeicher, teilweise mit Lehm beworfen. Halbzylindrisches Holzgewölbe. Datum 1807 über der Tür. Fachwerkhaus. Wurde abgerissen.       | 15266/4-2860 Info Katalog | BW                                  |
| Dolany, Dolany 71 (Standort)               | Schmiede                                | Barockschmiede, die neben dem erhaltenen Grundriss auch einen authentischen Innenraum der Schmiede enthält mit Schmiedebalg und Feuerstelle. | 15143/4-2864 Info Katalog | Schmiede                            |
| Dolany (Standort)                          | nicht befestigte Wohnsiedlung           | Flache Besiedlung aus der Früh- und Spätbronzezeit, Zeugnis prähistorischer Besiedlung in der Region.                                        | 27738/4-2865 Info Katalog | BW                                  |
| Dolany, Dolany 2 (Standort)                | Festung                                 | Reste eines ländlichen feudalen Herrenhauses aus dem 14. bis 17. Jahrhundert.                                                                | 26217/4-2859 Info Katalog | weitere Bilder                      |

### Balkovy
| Lage                          | Objekt       | Beschreibung | ÚSKP-Nr.                  | Bild         |
| ----------------------------- | ------------ | --- | ------------------------- | ------------ |
| Balkovy, Balkovy 6 (Standort) | Gehöft Nr. 6 | Bauernhaus aus dem frühen 19. Jahrhundert, Scheune, kleiner hölzerner Glockenturm.                                  | 30346/4-2867 Info Katalog | Gehöft Nr. 6 |
| Balkovy, Balkovy 2 (Standort) | Gehöft Nr. 2 | Gut erhaltenes Landhaus aus der Wende vom 18. zum 19. Jahrhundert. Wohnhaus mit schwarzer Küche, gemauerte Scheune. | 30837/4-2866 Info Katalog | Gehöft Nr. 2 |

### Komošín
| Lage                                         | Objekt          | Beschreibung                                                                    | ÚSKP-Nr.                  | Bild |
| -------------------------------------------- | --------------- | ------------------------------------------------------------------------------- | ------------------------- | ---- |
| Dolany, Komošín Nr. 2, 3, 4, 5, 6 (Standort) | Komošín Schloss | Burgruine aus dem 14. Jahrhundert teilweise mit jüngeren Gebäuden verschmolzen. | 29102/4-3533 Info Katalog | BW   |

### Malechov
| Lage                                             | Objekt                              | Beschreibung | ÚSKP-Nr.                  | Bild                                |
| ------------------------------------------------ | ----------------------------------- | --- | ------------------------- | ----------------------------------- |
| Malechov, auf dem Gipfel des Kóty (Standort)     | Burg Malechovská Hůrka              | Befestigte Höhensiedlung Malechovská Hůrka, archäologische Spuren | 38544/4-3120 Info Katalog | BW                                  |
| Malechov, Malechov 24 (Standort)                 | Gehöft Nr. 24                       | Kleiner Landsitz aus dem 19. Jahrhundert, bestehend aus einem Wohnhaus, einer gegenüberliegenden Scheune und einer Mauer. Wohnhaus aus Backstein mit gewelltem Barockgiebel, Fachwerkscheune. | 14392/4-3118 Info Katalog | Gehöft Nr. 24                       |
| Malechov, beim Abzweig nach Chudenice (Standort) | Statue des Hl. Johannes von Nepomuk | Auf einem prismatischen Sockel steht eine kleine Sandsteinskulptur des Heiligen. Spätbarocke Skulptur vom Ende des 18. Jahrhunderts.                                                          | 33129/4-3119 Info Katalog | Statue des Hl. Johannes von Nepomuk |
| Malechov, Malechov 7 (Standort)                  | Gehöft Nr. 7                        | Ein großes Gehöft, Backsteingebäude mit angrenzendem Wirtschaftsteil, Fachwerkspeicher mit Gewölbe, Backsteinscheune, Eingangstor mit Nische. Volksarchitektur 19. Jahrhundert.               | 26049/4-3116 Info Katalog | Gehöft Nr. 7                        |

### Řakom
| Lage                                             | Objekt                    | Beschreibung                                                                      | ÚSKP-Nr.                  | Bild |
| ------------------------------------------------ | ------------------------- | --------------------------------------------------------------------------------- | ------------------------- | ---- |
| Řakom, ungefähr 0,5 km vom Dorf Řakom (Standort) | Burg                      | Bergsiedlung der Chamer Kultur.                                                   | 32940/4-3284 Info Katalog | BW   |
| Řakom, nördlich der Ortschaft (Standort)         | Bildstock mit Gedenkkreuz | Ensemble aus einem Kreuz aus dem Ende des 18. Jahrhunderts mit einem Gedenkkreuz. | 35670/4-3283 Info Katalog | BW   |

### Svrčovec
| Lage                                                        | Objekt      | Beschreibung | ÚSKP-Nr.                  | Bild |
| ----------------------------------------------------------- | ----------- | --- | ------------------------- | ---- |
| Svrčovec, Svrčovec 13 (Standort)                            | Festung     | Überreste einer Festung aus der Gotik und Renaissance mit kreisförmigem Grundriss und Nebengebäuden, nach einem Brand im Jahr 1918 in separate mehrstöckige Häuser unterteilt. In den Häusern erhaltene starke Mauern, Tonnengewölbe. | 16162/4-3419 Info Katalog | BW   |
| Svrčovec, am Feldweg zwischen Svrčovec und Řakom (Standort) | Gedenkkreuz | Geschmiedetes Kreuz auf einem gerillten Steinsockel. Volksarchitektur des 18. Jahrhunderts. | 44232/4-4300 Info Katalog | BW   |